# مانداتوری (شرکت)
مانداتوری (انگلیسی: Mandatory) (قبلاً کراو آنلاین مدیا) یک وب سایت سبک زندگی مستقر در لس آنجلس با دفاتر فروش در شهر نیویورک نیویورک، شیکاگو و سان فرانسیسکو است.